# Aureli Pacoros
Aureli Pacoros (en llatí Aurelius Pacorus) va ser rei d'Armènia en dates desconegudes a la primera meitat del segle ii..
Se'l coneix per una inscripció en grec (un epitafi a la tomba del seu germà Aureli Meritates). Va viure al temps dels Antonins cap a l'any 140. De la inscripció resulta que Aureli va adquirir una tomba per ser enterrat ell mateix i el seu germà Aureli Meridates, i que ambdós vivien a Roma on un d'ells va morir. Alguns erudits pensen que aquest rei era el mateix Pacoros que va ser rei d'Armènia del 161 al 163 i que Luci Ver va deposar, però com que aquest sembla que era un príncep part, i Aureli Pacoros, pel nom, era client dels Aurelis romans i probablement ciutadà romà, el més probable és que es tracti de dos reis diferents. Aureli hauria succeït a una data incerta posterior al 138 a Vologès I, que havia estat posat al tron per Hadrià, i hauria regnat fins a la seva mort entre el 140 i el 144.
Un Pacoros apareix a la mateixa època com a rei dels lazes, instal·lat al tron per Antoní Pius, que podria ser un cap local o bé que el país dels lazes havia estat agregat al regne d'Armènia. Una moneda de plata amb el nom d'aquest rei es va trobar a Dahovskaja, prop de Maïkop, però no se sap si correspon a Aureli Pacoros o al Pacoros d'Armènia o bé a un tercer rei amb el mateix nom del país dels lazes.